# Ailton Ferreira Silva
Ailton Ferreira Silva (Lauro de Freitas, 16 marzo 1995) è un calciatore brasiliano, difensore svincolato.

## Carriera
Il 24 luglio 2016 viene acquistato in prestito dalla squadra portoghese dell'Estoril Praia.

## Palmarès

### Club

#### Competizioni nazionali
- Campionato azero: 1

Qarabağ: 2019-2020